# Oscarverleihung 1974
Übersicht aller ausgezeichneten Filme

◄◄ | ◄ | 1970 | 1971 | 1972 | 1973 | Oscarverleihung 1974 | 1975 | 1976 | 1977 | 1978 | ► | ►►

Weitere Ereignisse

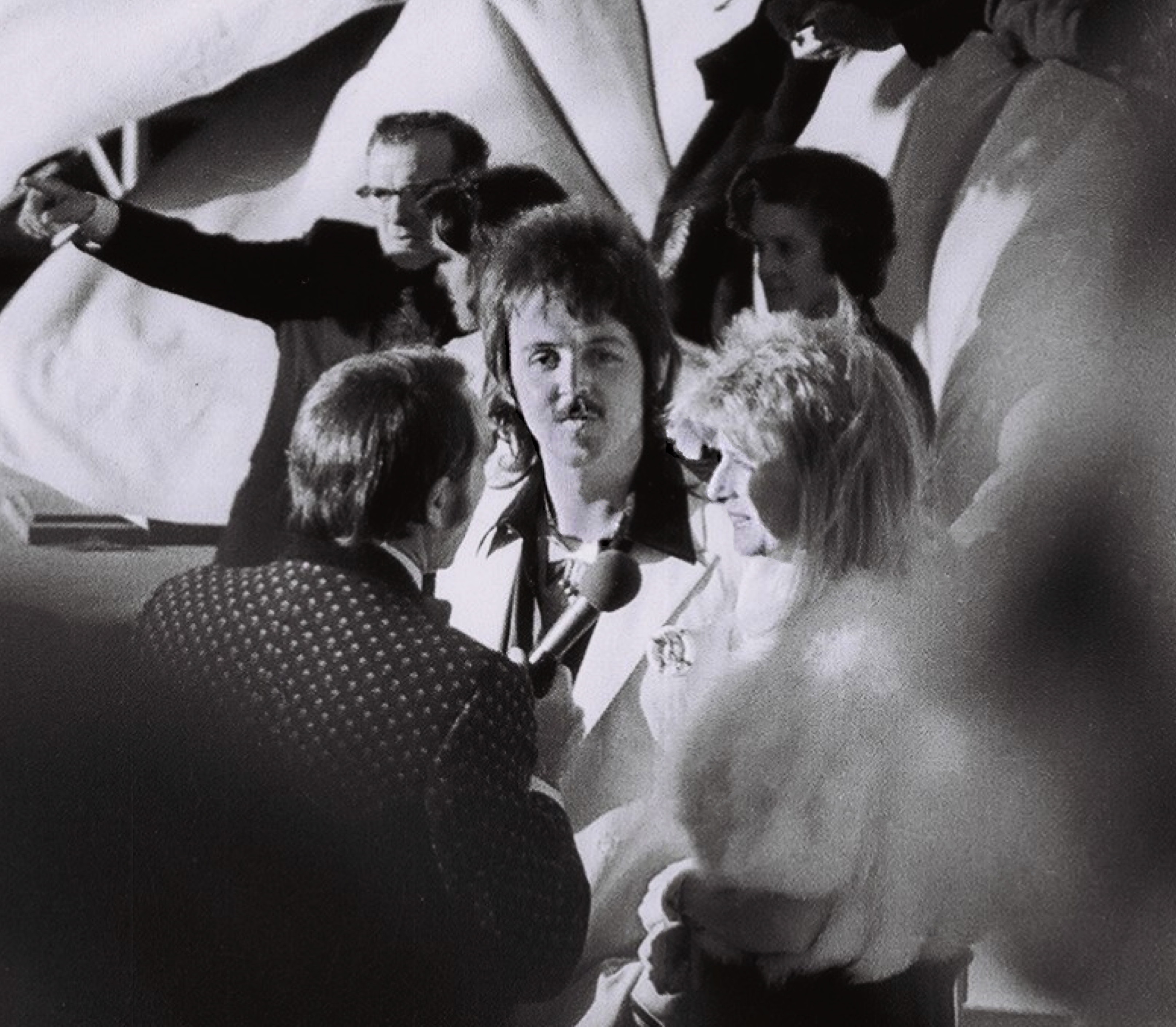
Paul und Linda McCartney bei der 46. Oscarverleihung. Die McCartneys waren in der Kategorie Bester Song nominiert.

Die Oscarverleihung 1974 fand am 2. April 1974 im Dorothy Chandler Pavilion in Los Angeles statt. Es waren die 46th Annual Academy Awards. Im Jahr der Auszeichnung werden immer Filme des vergangenen Jahres ausgezeichnet, in diesem Fall also die Filme des Jahres 1973.
| Film                         | N  | A |
| ---------------------------- | -- | - |
| Der Clou                     | 10 | 7 |
| Der Exorzist                 | 10 | 2 |
| So wie wir waren             | 6  | 2 |
| American Graffiti            | 5  | 0 |
| Mann, bist du Klasse!        | 5  | 1 |
| Schreie und Flüstern         | 5  | 1 |
| Paper Moon                   | 4  | 1 |
| Das letzte Kommando          | 3  | 0 |
| Save the Tiger               | 3  | 1 |
| Tom Sawyers Abenteuer        | 3  | 0 |
| Zapfenstreich                | 3  | 0 |
| Zeit der Prüfungen           | 3  | 1 |
| Der letzte Tango in Paris    | 2  | 0 |
| Die Möwe Jonathan            | 2  | 0 |
| Serpico                      | 2  | 0 |
| Sommerwünsche – Winterträume | 2  | 0 |
| Der Tag des Delphins         | 2  | 0 |

## Moderation
John Huston, David Niven, Burt Reynolds und Diana Ross führten als Moderatoren durch die Oscarverleihung. 

## Gewinner und Nominierungen

### Bester Film
präsentiert von Elizabeth Taylor
Der Clou (The Sting) – Tony Bill, Julia Phillips, Michael Phillips
American Graffiti – Francis Ford Coppola, Gary Kurtz
Der Exorzist (The Exorcist) – William Peter Blatty
Mann, bist du Klasse! (A Touch of Class) – Melvin Frank
Schreie und Flüstern (Viskningar och rop) – Ingmar Bergman

### Beste Regie
präsentiert von Shirley MacLaine und Walter Matthau
George Roy Hill – Der Clou (The Sting)
Ingmar Bergman – Schreie und Flüstern (Viskningar och rop)
Bernardo Bertolucci – Der letzte Tango in Paris (Ultimo tango a Parigi)
William Friedkin – Der Exorzist (The Exorcist)
George Lucas – American Graffiti

### Bester Hauptdarsteller
präsentiert von Liza Minnelli und Gregory Peck

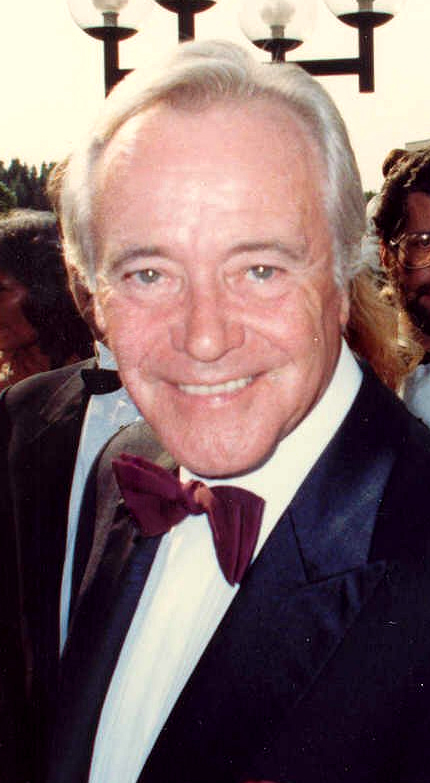
Jack Lemmon

Jack Lemmon – Save the Tiger
Marlon Brando – Der letzte Tango in Paris (Ultimo tango a Parigi)
Jack Nicholson – Das letzte Kommando (The Last Detail)
Al Pacino – Serpico
Robert Redford – Der Clou (The Sting)

### Beste Hauptdarstellerin
präsentiert von Susan Hayward und Charlton Heston
Glenda Jackson – Mann, bist du Klasse! (A Touch of Class)
Ellen Burstyn – Der Exorzist (The Exorcist)
Marsha Mason – Zapfenstreich (Cinderella Liberty)
Barbra Streisand – So wie wir waren (The Way We Were)
Joanne Woodward – Sommerwünsche – Winterträume (Summer Wishes, Winter Dreams)

### Bester Nebendarsteller
präsentiert von Ernest Borgnine und Cybill Shepherd
John Houseman – Zeit der Prüfungen (The Paper Chase)
Vincent Gardenia – Das letzte Spiel (Bang the Drum Slowly)
Jack Gilford – Save the Tiger
Jason Anthony Miller – Der Exorzist (The Exorcist)
Randy Quaid – Das letzte Kommando (The Last Detail)

### Beste Nebendarstellerin
präsentiert von Charles Bronson und Jill Ireland
Tatum O’Neal – Paper Moon
Linda Blair – Der Exorzist (The Exorcist)
Candy Clark – American Graffiti
Madeline Kahn – Paper Moon
Sylvia Sidney – Sommerwünsche – Winterträume (Summer Wishes, Winter Dreams)

### Bestes Originaldrehbuch
präsentiert von Marsha Mason und Neil Simon
David S. Ward – Der Clou (The Sting)
Ingmar Bergman – Schreie und Flüstern (Viskningar och rop)
Melvin Frank, Jack Rose – Mann, bist du Klasse! (A Touch of Class)
Willard Huyck, Gloria Katz, George Lucas – American Graffiti
Steve Shagan – Save the Tiger

### Bestes adaptiertes Drehbuch
präsentiert von Angie Dickinson und Jason Anthony Miller
William Peter Blatty – Der Exorzist (The Exorcist)
James Bridges – Zeit der Prüfungen (The Paper Chase)
Waldo Salt, Norman Wexler – Serpico
Alvin Sargent – Paper Moon
Robert Towne – Das letzte Kommando (The Last Detail)

### Beste Kamera
präsentiert von Peter Lawford und Cicely Tyson
Sven Nykvist – Schreie und Flüstern (Viskningar och rop)
Jack Couffer – Die Möwe Jonathan (Jonathan Livingston Seagull)
Owen Roizman – Der Exorzist (The Exorcist)
Harry Stradling junior – So wie wir waren (The Way We Were)
Robert Surtees – Der Clou (The Sting)

### Bestes Szenenbild
präsentiert von Sylvia Sidney und Paul Winfield
Henry Bumstead, James W. Payne – Der Clou (The Sting)
Robert De Vestel, Philip M. Jefferies – Tom Sawyers Abenteuer (Tom Sawyer)
Stephen B. Grimes, William Kiernan – So wie wir waren (The Way We Were)
Bill Malley, Jerry Wunderlich – Der Exorzist (The Exorcist)
Lorenzo Mongiardino, Carmelo Patrono, Gianni Quaranta – Bruder Sonne, Schwester Mond (Fratello sole, sorella luna)

### Bestes Kostümdesign
präsentiert von Peter Falk und Twiggy
Edith Head – Der Clou (The Sting)
Donfeld – Tom Sawyers Abenteuer (Tom Sawyer)
Dorothy Jeakins, Moss Mabry – So wie wir waren (The Way We Were)
Piero Tosi – Ludwig II. (Ludwig)
Marik Vos-Lundh – Schreie und Flüstern (Viskningar och rop)

### Beste Filmmusik (Original Dramatic Score)
präsentiert von Cher und Henry Mancini
Marvin Hamlisch – So wie wir waren (The Way We Were)
John Cameron – Mann, bist du Klasse! (A Touch of Class)
Georges Delerue – Der Tag des Delphins (The Day of the Dolphin)
Jerry Goldsmith – Papillon
John Williams – Zapfenstreich (Cinderella Liberty)

### Beste Filmmusik (Original Song Score)
präsentiert von Donald O’Connor und Debbie Reynolds
Marvin Hamlisch – Der Clou (The Sting)
André Previn, Herbert W. Spencer, Andrew Lloyd Webber – Jesus Christ Superstar
Richard M. Sherman, Robert B. Sherman, John Williams – Tom Sawyers Abenteuer (Tom Sawyer)

### Bester Song
präsentiert von Burt Bacharach und Ann-Margret
„The Way We Were“ aus So wie wir waren (The Way We Were) – Alan Bergman, Marilyn Bergman, Marvin Hamlisch
„All That Love Went to Waste“ aus Mann, bist du Klasse! (A Touch of Class) – George Barrie, Sammy Cahn
„Live and Let Die“ aus James Bond 007 – Leben und sterben lassen (Live and Let Die) – Linda McCartney, Paul McCartney
„Love“ aus Robin Hood – George Bruns, Floyd Huddleston
„Nice to Be Around“ aus Zapfenstreich (Cinderella Liberty) – John Williams, Paul Williams

### Bester Schnitt
präsentiert von Richard Benjamin und Paula Prentiss
William H. Reynolds – Der Clou (The Sting)
Verna Fields, Marcia Lucas – American Graffiti
James Galloway, Frank P. Keller – Die Möwe Jonathan (Jonathan Livingston Seagull)
Norman Gay, Jordan Leondopoulos, Evan A. Lottman, Bud S. Smith – Der Exorzist (The Exorcist)
Ralph Kemplen – Der Schakal (The Day of the Jackal)

### Bester Ton
präsentiert von Candice Bergen und Marcel Marceau
Robert Knudson, Christopher Newman – Der Exorzist (The Exorcist)
Robert R. Bertrand, Ronald Pierce – Der Clou (The Sting)
Les Fresholtz, Richard Portman – Paper Moon
Larry Jost, Donald O. Mitchell – Zeit der Prüfungen (The Paper Chase)
Larry Jost, Richard Portman – Der Tag des Delphins (The Day of the Dolphin)

### Bester animierter Kurzfilm
präsentiert von Linda Blair und Billy Dee Williams
Frank Film – Frank Mouris
The Legend of John Henry – David Adams, Nick Bosustow
Pulcinella – Giulio Gianini, Emanuele Luzzati

### Bester Kurzfilm
präsentiert von Linda Blair und Billy Dee Williams
The Bolero – William Fertik, Allan Miller
Clockmaker – Richard Gayer
Life Times Nine – Pen Densham, John Watson

### Bester Dokumentarfilm (Kurzfilm)
präsentiert von James Caan und Raquel Welch
Princeton: A Search for Answers – Julian Krainin, DeWitt Sage
Background – Carmen D’Avino
Christo’s Valley Curtain – Albert Maysles, David Maysles
Four Stones for Kanemitsu – Terry Sanders, June Wayne
Páistí ag obair – Louis Marcus

### Bester Dokumentarfilm
präsentiert von James Caan und Raquel Welch
The Great American Cowboy – Kieth Merrill
Always a New Beginning – John D. Goodell
Journey to the Outer Limits – Alexander Grasshoff
Schlacht um Berlin – Bengt von zur Mühlen
Walls of Fire – Edmund Penney, Gertrude Ross Marks

### Bester fremdsprachiger Film
präsentiert von Yul Brynner
Die amerikanische Nacht (La Nuit américaine), Frankreich – François Truffaut
Die Einladung (L’Invitation), Schweiz – Claude Goretta
Der Fußgänger, Bundesrepublik Deutschland – Maximilian Schell
Das Haus in der dritten Straße (Ha-Bayit Berechov Chelouche), Israel – Moshé Mizrahi
Türkische Früchte (Turks fruit), Niederlande – Paul Verhoeven

## Ehrenpreise

### Ehrenoscar
Henri Langlois
Groucho Marx

### Irving G. Thalberg Memorial Award
Lawrence Weingarten

### Jean Hersholt Humanitarian Award
Lew Wasserman

### Scientific and Engineering Award
Joachim Gerb, Erich Kästner
Magna-Tech Electronic Co., Inc.
William W. Valliant, Howard F. Ott, Gerry Diebold
Harold A. Scheib, Clifford H. Ellis, Roger W. Banks

### Technical Achievement Award
Rosco Laboratories, Inc.
Richard H. Vetter